# Le Chaffal
Le Chaffal ist eine französische Gemeinde mit 37 Einwohnern (Stand: 1. Januar 2022) im Département Drôme in der Region Auvergne-Rhône-Alpes (vor 2016 Rhône-Alpes). Sie gehört zum Arrondissement Die (bis 2017 Valence) und zum Kanton Vercors-Monts du Matin. Die Einwohner werden Chaffalois genannt.

## Geographie
Le Chaffal befindet sich etwa 21 Kilometer ostsüdöstlich von Valence. Umgeben wird Le Chaffal von den Nachbargemeinden Léoncel im Norden, Omblèze im Osten, Plan-de-Baix im Süden, Gigors-et-Lozeron im Südwesten, Combovin im Westen sowie Châteaudouble im Nordwesten.

## Bevölkerungsentwicklung
| Jahr                       | 1962 | 1968 | 1975 | 1982 | 1990 | 1999 | 2012 | 2019 |
| Einwohner                  | 65   | 52   | 44   | 42   | 43   | 38   | 49   | 41   |
| Quellen: Cassini und INSEE |      |      |      |      |      |      |      |      |

## Sehenswürdigkeiten
- Burgruine Ferrand mit Kapelle
- Kirche Saint-Robert im Ortsteil La Vacherie

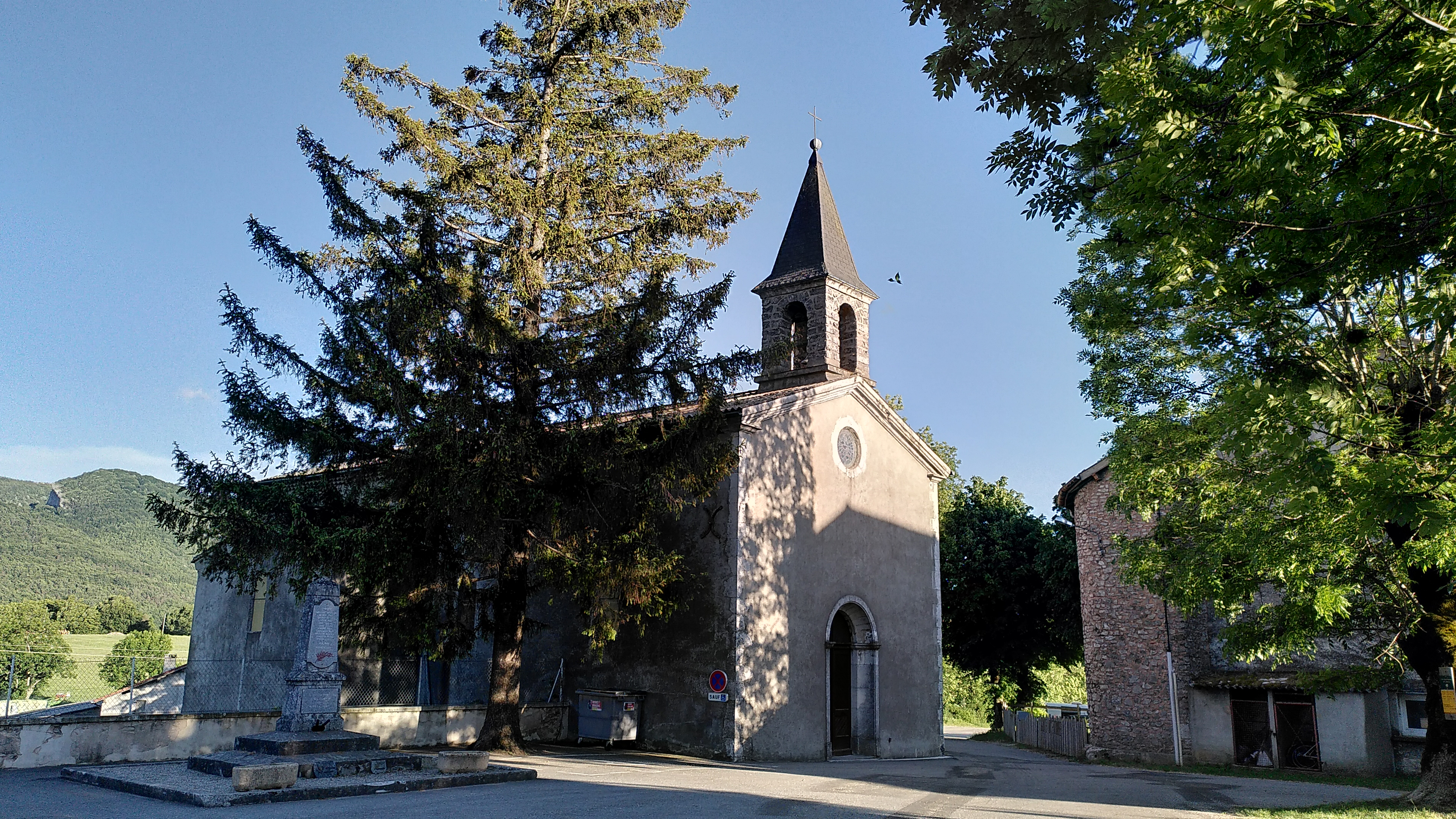
Kirche Saint-Robert